# Jan Daniłowicz (wojewoda ruski)
Jan Daniłowicz na Olesku herbu Sas (zm. 1628 we Lwowie) – wojewoda ruski od 1613 roku, kasztelan lwowski od roku 1612, krajczy wielki koronny od 1600, starosta bełski w latach 1605-1618, starosta buski w 1619 roku, starosta korsuński w 1597 roku, starosta czehryński w 1597 roku.

## Życiorys
W młodości walczył z Tatarami. Brał udział w tłumieniu powstania Nalewajki. Był krajczym królowej Anny Habsburżanki. W 1607 roku był posłem na sejm z województwa bełskiego. W czasie rokoszu Zebrzydowskiego pośredniczył w zawarciu ugody w Janowcu.
W 1613 roku wyznaczony został senatorem rezydentem.
W 1615 roku wystąpił zbrojnie przeciwko niepłatnym żołnierzom.
Był m.in. właścicielem Podkamienia, miał zatarg z miejscowym klasztorzem oo. dominikanów.
Jego pierwszą żoną była Katarzyna Krasicka, z którą miał dzieci:
- Katarzyna, jej wujem był wojewoda podolski Marcin Krasicki
- Marcjanna

Drugą żoną była Zofia Żółkiewska, z którą miał czworo dzieci:
- Zofię Teofilę (ur. 1607, zm. 1661) – matka Jana III Sobieskiego,
- Stanisława (ur. ok. 1609, zm. 1636) – zabity przez Tatarów,
- Jana (ur. 1613, zm. 1618),
- Dorotę – ksieni benedyktynek we Lwowie od 1640.